# Сіляєв Федір Пахомович
Федір Пахомович Сіляєв (17 лютого 1907, місто Чериков Могильовської губернії, тепер Могильовської області, Білорусь — квітень 1993, Білорусь) — радянський державний діяч, 1-й секретар Брестського і Бобруйського обласних комітетів КП Білорусії, голова Мінського та Брестського облвиконкомів. Депутат Верховної ради СРСР 3-го скликання.

## Життєпис
Член ВКП(б) з 1927 року.
Перебував на відповідальній радянській та партійній роботі.
У січні — вересні 1941 (офіційно 20 липня 1944) року — голова виконавчого комітету Мінської обласної ради депутатів трудящих.
Учасник німецько-радянської війни. З вересня 1941 по січень 1943 року — військовий комісар і заступник із політичної частини начальника інтендантського управління Брянського фронту. З січня 1943 року служив відповідальним секретарем партійної комісії політичного відділу 15-ї повітряної армії. З березня 1945 року — заступник начальника політичного відділу 100-го стрілецького корпусу 22-ї армії.
У 1947 — грудні 1948 року — голова виконавчого комітету Брестської обласної ради депутатів трудящих.
У грудні 1948 — 1952 року — 1-й секретар Брестського обласного комітету КП(б) Білорусії.
11 вересня 1953 — січень 1954 року — 1-й секретар Бобруйського обласного комітету КП Білорусії.
На 1961 рік — голова Партійної комісії Мінського обласного комітету КП Білорусії.
Потім — персональний пенсіонер.

## Звання
- батальйонний комісар
- підполковник

## Нагороди
- орден Леніна
- два ордени Вітчизняної війни ІІ ст. (30.05.1945, 6.04.1985)
- орден Червоної Зірки (12.05.1943)
- орден «Знак Пошани»
- орден Дружби народів (15.02.1977)
- медаль «За перемогу над Німеччиною у Великій Вітчизняній війні 1941—1945 рр.»
- медалі